# Louis Cavagnari
 (mai 2024).
Si vous disposez d'ouvrages ou d'articles de référence ou si vous connaissez des sites web de qualité traitant du thème abordé ici, merci de compléter l'article en donnant les références utiles à sa vérifiabilité et en les liant à la section « Notes et références ».
Pierre Louis Napoléon Cavagnari est un militaire, administrateur colonial et diplomate anglais, né le 4 juillet 1841 à Stenay (Meuse, France) et mort le 3 septembre 1879 à Kaboul (Afghanistan).

## Famille
Louis Cavagnari est issu d'une famille de l'aristocratie parmesane passée au service de la France lors du Premier Empire. Le comte Adolphe Cavagnari, son père, est officier de l'armée française. Sa mère, Caroline Lyons-Montgomery, est une aristocrate anglo-irlandaise. Pierre Louis Napoléon Cavagnari nait à Stenay en 1841, alors que son père y est en garnison.
En 1871, il épouse Mercy Emma Graves.

## Carrière

### De la Compagnie des Indes au Raj britannique
Devenu sujet britannique, Louis Cavagnari embrasse la carrière militaire au sein de la Compagnie des Indes orientales. Il étudie à l'Addiscombe Military Seminary, l'académie militaire chargée de former les officiers de la Compagnie. Il effectue sa première campagne en 1858-1859 lors de l'écrasement des derniers soulèvements consécutifs à la révolte des cipayes. Cavagnari monte rapidement les échelons de l'armée britannique. Il est officier d'état-major en 1861 et reçoit le grade major en 1870.
En parallèle, il exerce des fonctions administratives. En 1861, il est commissaire-adjoint (percepteur) au Penjab. En 1877, il est nommé à Peschawar. Il participe à plusieurs opérations contre les tribus pachtounes. 

### Mission militaire en Afghanistan
En septembre 1878, le major Cavagnari appartient à la mission militaire britannique envoyée à Kaboul, en Afghanistan, que les Afghans refusent de laisser passer par la passe de Khyber. En mai 1879, après l'invasion de l'Afghanistan par les forces anglo-indiennes et la mort de l'émir afghan Sher Ali Khan, Cavagnari négocie et signe le traité de Gandomak avec le fils et successeur de Sher Ali Khan, Mohammad Yaqub Khan. Par ce traité, les Afghans acceptent d'admettre un représentant britannique à Kaboul. Le poste est confié à Cavagnari, en même temps que la direction de la mission militaire. Pour le récompenser de ce succès diplomatique, il reçoit l'Étoile d'Inde et est admis dans l'ordre du Bain. Il s'installe à Kaboul en juillet 1879. Le 3 septembre 1879, Cavagnari et les autres membres européens de la mission, ainsi que leurs gardes, issus du corps des Guides indiens, sont tués après avoir refusé les demandes de troupes afghanes mutinées.
La mort de Cavagnari relance la guerre entre les Afghans et les Britanniques.